# Aliya Rama Raya
Aliya Rama Raya pseudonimo di Rama Raya (XVI secolo – XVI secolo) è stato un sovrano indiano fondatore della dinastia Aravidu, l’ultima dinastia a reggere l’Impero di Vijayanagara.
Raya Rama aiutò lo studioso sanscrito Amatya Rama.

## Carriera
Aliya Raya Rama e suo fratello Aliya Tirumala Raya furono generi del grande imperatore Krishna Deva Raya. La parola Aliya significa genero in lingua kannada. Assieme con un altro fratello, Venkatadri, raggiunsero posizioni prominenti durante il dominio di Krishna Deva Raya.
Raya Rama fu generale di successo, abile amministratore dotato di tatto diplomatico, che riuscì a condurre molte campagne militari vittoriose. Dopo la scomparsa del suo illustre suocero, Raya Rama, in qualità di membro della famiglia, cominciò a esercitare grande influenza negli affari dello Stato. Alla morte di Krishna Deva Raya salì al trono il fratello minore Achyuta Deva Raya nel 1529, che rimase al potere fino al 1542. A questi succedette Sadasiva Raya quando era ancora molto giovane. Raya Rama stesso si nominò reggente durante la giovane età di Sadashiva Raya, ma continuò a mantenere il potere di fatto anche successivamente.
Raya Rama rimosse molti fedeli servitori del regno, sostituendoli con uomini a lui fedeli. Nominò anche due comandanti musulmani, i fratelli Gilani, in precedenza al servizio del Sultan Adil Shah come comandanti nel suo esercito, un errore che sarebbe costato all'impero la tremenda sconfitta nella Battaglia di Talikota che avrebbe segnato l'inizio inesorabile del declino del più grande impero indù dell'India meridionale.